# Dermatopsis greenfieldi
Dermatopsis greenfieldi är en fiskart som beskrevs av Møller och Werner Schwarzhans 2006. Dermatopsis greenfieldi ingår i släktet Dermatopsis och familjen Bythitidae. Inga underarter finns listade i Catalogue of Life.